# Margarida Paleòloga
|  | Per a altres significats, vegeu «Margarida de Montferrat». |

Margarida Paleòloga de Montferrat, fou marquesa de Montferrat del 1533 al 1536. La seva condició de dona no la capacitava, segons la tradició vigent, per ser la governant del marquesat, per tant el seu títol va ser només nominal mentre que el govern el va exercir el seu marit Frederic II Gonzaga. A la mort d'aquest va ser regent dels seus fills Frederic i Guillem.

## Hereva del Marquesat de Montferrat
Margarida era filla del marquès Guillem IX de Montferrat i de la seva esposa Anna d'Alençon. El seu pare va morir quan ella tenia només vuit anys; ella i els seus germans Maria i Bonifaci, tots ells menors d'edat, van quedar sota custòdia de la mare.
Frederic II Gonzaga, marquès de Màntua des del 1519 i primer duc de Màntua des del 1530, s'havia casat el 1517 amb Maria, la germana de Margarida, que només tenia vuit anys. Quan va sorgir la guerra francoespanyola per la conquesta del Ducat de Milà, Frederic es va posar de la banda de Carles V, el qual li va proposar casar-se amb Júlia d'Aragó. Frederic va iniciar els tràmits d'anul·lació del seu matrimoni, que no s'havia consumat, però llavors va morir sense descendència Bonifaci IV, el marquès de Montferrat i va rebutjar l'oferiment de Carles per casar-se amb Margarida. Maria va morir poc abans que arribés l'anul·lació, probablement de malaltia. Per a la mare, Anna d'Alençon, el matrimoni era un mitjà de defensar el marquesat de les ambicions dels francesos i dels Savoia. La cerimònia es va celebrar a Màntua el 3 d'octubre del 1531.
Quan el seu oncle Joan Jordi, marquès de Montferrat, va morir sense descendència el 1533, Margarida va optar al títol, però també els Savoia i els Del Vasto, famílies amb les quals estaven emparentats. Margarida va rebre de Carles V la confirmació el 1536 dels drets a la successió del Marquesat de Montferrat, títol que ja havia donat per assumit. Per ser Margarida esposa del duc de Màntua, el marquesat va passar, a partir de llavors, a formar part del ducat.

## Regència
El 1540 el seu marit, Frederic, va morir de sífilis. El títol va passar al primogènit, Francesc, que només tenia set anys. Margarida i els seus, amb els seus cunyats Hèrcules i Ferran, van ser nomenats regents fins a la majoria d'edat del duc. Aquests van organitzar el casament del jove duc, que es va celebrar el 22 d'octubre del 1549, amb l'arxiduquessa Caterina d'Àustria. Francesc però, va morir de pulmonia l'any següent.
Durant aquest primer període de regència, el bon govern de Margarida i dels seus cunyats va portar al restabliment de les finances i a la inversió en noves obres públiques. El títol ducal va passar a Guillem, de dotze anys. La jovenesa del nou duc va necessitar també de la guia dels seus oncles i de la seva mare.
Durant el segon període de regència es va instituir la magistratura de la Rota, una institució que fixava els pesos i mesures emprats al ducat. També va ser llavors que es van fer millores en el port fluvial de Màntua i se'n van reforçar les muralles.
El 2 de març del 1555 els francesos van conquerir el Marquesat de Montferrat i el van mantenir sota el seu control fins al 1559, data del tractat de Cateau-Cambrésis en què el marquesat va passar de ser domini francès a ser part del Ducat de Màntua.
El 1556 es va donar per acabada la regència de Guillem. Guillem, que a més de duc de Màntua era marquès de Montferrat, va proposar una permuta cedint als espanyols Montferrat a canvi de Cremona. El seu oncle Hèrcules li va donar suport en la idea. Perquè els ciutadans també hi estiguessin d'acord va proposar que la seva mare, nascuda al marquesat, s'instal·lés a la ciutat de Casale i en fos la governant en nom del rei d'Espanya. Aquesta permuta no va arribar a passar.
Margarida va morir el 28 de desembre del 1566 i fou sepultada a l'església de Santa Paola a Màntua.

## Matrimoni i descendència
Del matrimoni de Margarida Paleòloga de Monferrat amb Frederic II Gonzaga, va néixer set fills:
- Francesc (10 de març del 1533-21 de febrer de 1550), casat el 1549 amb l'arxiduquessa Caterina d'Àustria (15 de setembre de 1533-28 de febrer de 1572), filla del emperador Ferran I d'Àustria.
- Eleonora Gonzaga (1535), que va ser monja;
- Anna Gonzaga (1536), que va ser monja;
- Isabel Gonzaga (18 d'abril del 1537-1579), casada amb Ferran Francesc d'Avalos d'Aquino d'Aragó i d'Aragó (1530-1571), governador del ducat de Milà, virrei de Sicilia, confident del rei Felip II d'Espanya.
- Guillem (24 d'abril del 1538-1587), casat amb Eleonora d'Àustria, filla del emperador Ferran I d'Àustria.
- Lluís Gonzaga, duc consort de Nevers i de Rethel (18 de setembre de 1539-23 d'octubre de 1593), casat amb duquessa Enriqueta de Nevers i de Rethel.
- Frederic Gonzaga (1540-1565), que fou bisbe de Màntua i cardenal de Montferrat.